# Liangzi
Liangzi (kinesiska: 梁子乡, 梁子) är en socken i Kina. Den ligger i provinsen Sichuan, i den sydvästra delen av landet, omkring 440 kilometer söder om provinshuvudstaden Chengdu. Antalet invånare är 3 914. Befolkningen består av 1 880 kvinnor och 2 034 män. Barn under 15 år utgör 30 %, vuxna 15-64 år 63 %, och äldre över 65 år 5,0 %.
Genomsnittlig årsnederbörd är 1 047 millimeter. Den regnigaste månaden är juli, med i genomsnitt 266 mm nederbörd, och den torraste är januari, med 4 mm nederbörd.